# Susanne Klingenstein
Susanne Caroline Klingenstein (geboren 17. April 1959 in Baden-Baden als Susanne Schlötelburg) ist eine deutschamerikanische Literaturwissenschaftlerin.

## Leben
Susanne Klingenstein studierte Germanistik, Philosophie, Geschichte und Amerikanistik an der Universität Mannheim (1978–1980), Stirling University (1980–1981), Universität Heidelberg (1981–1986), Brandeis University (Massachusetts, M.A. 1983) und schließlich an der Harvard University (1987–1989), wo Isadore Twersky, Ruth R. Wisse, Sacvan Bercovitch, Helen Vendler und Lawrence Buell zu ihren Lehrern gehörten. Sie wurde 1990 in Heidelberg promoviert. Sie schrieb mehrere Artikel im Feuilleton der Zeit. Sie heiratete 1993 den Arzt R. James Klingenstein.
Von 1993 bis 2001 lehrte Susanne Klingenstein als Professorin am Massachusetts Institute of Technology. Im Jahr 2001 wechselte sie in die Harvard-MIT Division of Health Sciences and Technology, wo sie zur Direktorin des Communication Curriculums ernannt wurde, das sie bis 2015 leitete. Heute lebt sie als freie Literaturwissenschaftlerin und Übersetzerin in Boston.
Klingenstein hat bislang zwei Studien in englischer Sprache und eine in deutscher Sprache zu Themen der jüdischen Kultur vorgelegt, sowie mehrere Zeitschriftenbeiträge mit Besprechungen von Neuerscheinungen in The Journal of American History, Studies in American Jewish Literature, American Jewish History, Shofar, Weekly Standard und anderen. Seit 1998 schreibt sie regelmäßig für die FAZ. Ihre 2015 veröffentlichte Monographie über den jiddischen Schriftsteller Sholem Yankev Abramovitsh widmete sie Karl Erich Grözinger und Martin Walser, der, angeregt von Klingenstein, einen eigenen Essay über Abramovitsh verfasste: 
Shmekendike blumen. Ein Denkmal / A dermonung für Sholem Yankev Abramovitsh (2014).
Die Begegnungen (seit 2009) und schließliche Zusammenarbeit (2011–2014) mit Martin Walser bilden die Grundlage von Susanne Klingensteins experimenteller Biographie des Schriftstellers, die unter dem Titel Wege mit Martin Walser (2016) erschien.

## Schriften (Auswahl)
- Jews in the American Academy, 1900–1940: The Dynamics of Intellectual Assimilation. New Haven : Yale University Press, 1991 (Neuauflage 1998)
- Enlarging America: The Cultural Work of Jewish Literary Scholars, 1930–1990. Syracuse, NY : Syracuse University Press, 1998
- Sweet Natalie : Herman Wouk's messenger to the gentiles, in: Joyce Antler (Hrsg.): Talking Back : Images of Jewish Women in American Popular Culture. Hanover, NH: University Press of New England, 1998
- Mendele der Buchhändler. Leben und Werk des Sholem Yankev Abramovitsh. Eine Geschichte der jiddischen Literatur zwischen Berdichev und Odessa, 1835–1917 (= Jüdische Kultur. Studien zur Geistesgeschichte, Religion und Literatur. Bd. 27). Harrassowitz, Wiesbaden 2014, ISBN 978-3-447-10145-5.
- Moische Kulbak: Leben, Werk und Tod, in: Moische Kulbak, Die Selmenianer. Roman. Übersetzt von Niki Graça und Esther Alexander-Ihme. Berlin: Die Andere Bibliothek, 2017.
- Wege mit Martin Walser. Zauber und Wirklichkeit eines Schriftstellers. Weissbooks, Frankfurt am Main 2016, ISBN 978-3-86337-100-5.
- Scholem Jankew Abramowitsch, Die Reisen Benjamins des Dritten. Herausgegeben, übersetzt und mit einem Nachwort versehen von Susanne Klingenstein. München: Hanser, 2019.
- Es kann nicht jeder ein Gelehrter sein. Eine Kulturgeschichte der jiddischen Literatur 1105–1597. Jüdischer Verlag im Suhrkamp Verlag, Berlin 2022, ISBN 978-3-633-54322-9.